# أندرو ليتل (سياسي نيوزلندي)
أندرو ليتل (بالإنجليزية: Andrew Little)‏ هو نقابي وسياسي نيوزلندي، ولد في 7 مايو 1965 في نيوزيلندا. حزبياً، نشط في حزب العمال النيوزيلندي. وقد انتخب وزير العدل ‏ (26 أكتوبر 2017 – ) وانتخب عضو مجلس النواب النيوزيلندي وقد انضم خلال فترته النيابية ‏ للكتلة البرلمانية حزب العمال النيوزيلندي.